# 지정생존자 (드라마)
《지정생존자》(영어: Designated Survivor)는 미국의 정치 스릴러 드라마이다. 데이비드 구겐하임이 프로듀서를 맡아 미국 ABC에서 2개 시즌으로 방송되었다. 이후 넷플릭스에서 시즌 3의 전편이 공개되었다. 드라마의 내용은 미국 주택도시개발부 장관이었던 톰 커크먼 (키퍼 서덜랜드 분)이 대통령의 국정연설 당시 지정생존자로 대기하다가, 초유의 폭발 테러로 자신을 제외한 모든 대통령직 계승자가 사망하여 갑작스레 미국 대통령직에 오르며 벌어지는 이야기를 담고 있다. 커크먼은 미숙한 능력에도 국가원수로서의 책임을 다하는 한편, 테러 공격의 배후에 감춰진 진실을 파헤치려 한다.
본 드라마는 지난 2015년 ABC 방영 기획 당시 파일럿 드라마 과정을 거치지 않고 바로 시리즈 제작에 들어가는 것으로 결정되었다. 이후 2016년 5월 방영 일정이 공식 발표되었으며, 같은해 9월 21일 미국 내 첫방송이 이뤄졌다. 첫화의 시청자 수는 천만 명을 넘은 것으로 집계되었다. 이 같은 인기에 힘입어 첫방송 8일 뒤 전체 시즌이 제작된다는 결정이 내려지게 되었다.
2017년 5월 시즌 2 제작이 발표되어 그해 9월 27일부터 시즌 2의 첫방송이 개시되었다. 그러나 전 시즌과는 달리 저조한 시청률을 기록했고 결국 2018년 5월 ABC 측은 차기 시즌 제작 계획을 철회하였다. 9월 5일 넷플릭스와 엔터테인먼트 원은 10개 에피소드 분량의 시즌 3을 제작하기로 합의했다고 발표하였다. 엔터테인먼트 원이 단독 제작을 맡으며, 넷플릭스 오리지널 시리즈로 유통된다. 시즌 3은 2019년 6월 7일 넷플릭스를 통해 전편 공개되었다. 같은 해 7월 24일 넷플릭스는 시즌 4 제작은 없을 것이라고 발표하였다.